# Марко Марулич
Марко Марулич (Marko Marulić МФА: [mâːrkɔ̝ mǎrulitɕ]; 18 серпня 1450, Спалато, Венеційська республіка, тепер Хорватія — 5 січня 1524, там же) — хорватський національний поет і християнський гуманіст, відомий як «Вінець Хорватського середньовіччя і батько Хорватського ренесансу». Підписував свої твори як «Марко Марулич Сплітянин» (Marko Marulić Splićanin), «Марко Печенич» (Marko Pečenić), Marcus Marulus (або de Marulis) Spalatensis. Марулич був також першим, хто дав дефініцію і використовував поняття «психологія» у значенні, у якому цей термін використовуються у наш час.

## Життєпис

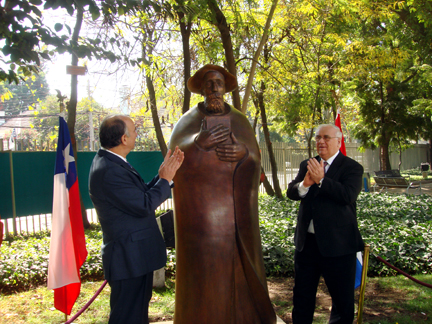
Пам'ятник Маруличу в Сантьяго-де-Чилі

Марулич був дворянином, народженим у Спліті (Далмація), що походив з видатного аристократичного сімейства Печеничів або Печиничів (Pečenić, Pecinić, Picinić), члени якого в XV столітті почали називати себе Marulus або de Marulis.
Дуже мало насправді відомо про його життя, а ті нечисленні факти, які збереглися до цього дня, є досить ненадійними. Вочевидь, він відвідував школу в Спліті, де вчителював у цей час учений гуманіст Тідео Аччаріні (Tideo Acciarini). Закінчивши її, він, як припускають, вивчав право в університеті Падуї, після чого більшу частину свого життя провів у своєму рідному місті. Час від часу він відвідував Венецію (у торговельних справах) і Рим (на святкування 1500 року).
Близько двох років Марулич прожив у містечку Нечуямі на острові Шолта. У Спліті він займався юридичною практикою, служачи суддею, екзаменатором нотаріальних записів і виконавцем заповітів. Завдяки своїй діяльності, Марулич став найвидатнішою людиною гуманістичного кола в Спліті.

## Письменство
Як гуманіста свого часу творчість Марка Марулича надихала Біблія, античні письменники і агіографічні твори (житія християнських святих). Він писав трьома мовами: латиною (понад 80% його збережених опусів), хорватською і вульгарною італійською (три листи і два сонети, що збереглися). Марулич брав активну участь у боротьбі проти османських турків, які саме вторглися в хорватські землі на той час. Він написав, зокрема, «Епістолу» (Epistola) до Папи, у якій прохав допомоги в боротьбі з османами.

### Латинські твори

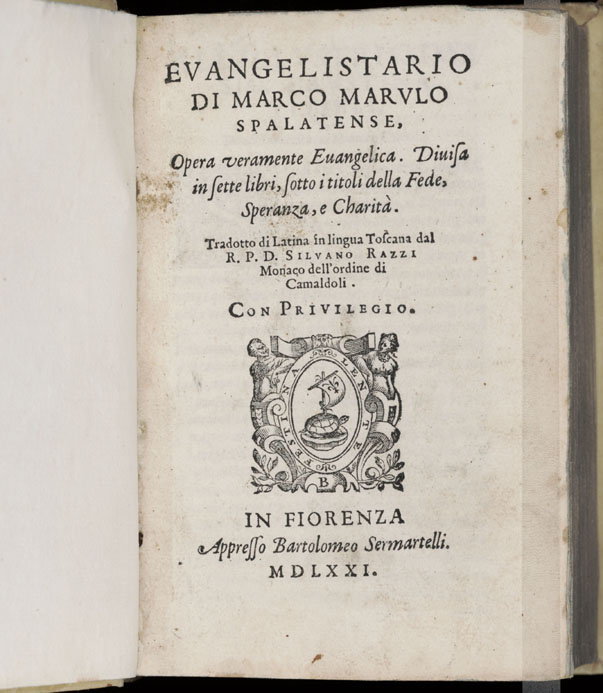
Обкладинка твору Марулича Evangelistarium, 1571 (тосканомовне видання, переклад з латинського оригіналу Сільвано Рацці / Silvano Razzi.

Європейська слава Марулича ґрунтується переважно на його творах, писаних латиною, які були видані і потім перевидані в XVI і XVII століттях і перекладені багатьма мовами. Він опублікував Psichiologia de ratione animae humanae, у якому міститься найдавніше з відомих літературних посилань на термін «психологія». Він написав De institutione bene vivendi per exempla sanctorum, моралізаторський трактат, натхненний Біблією, який устиг надрукувати в 1506 році у Венеції — цей твір вплинув на святого Франциска Ксав'єра, адже це була єдина книга, яку він читав під час своєї місіонерської діяльності. Марулич також написав Evanglistarium, систематичний дискурс про етичні принципи (видано 1516 року) і «Давидіада» (Davidiad), релігійну епічну поему, що поєднала біблійні й античні мотиви (1517), поезії у стилі Вергілія в 14 віршах, найважливішим з яких є історія про життя біблійного царя Давида. На жаль, «Давидіада» була відкрита тільки в 1924 році, тоді знову втрачена і нарешті остаточно віднайдена в 1952 році. І все ж таки латинський доробок Марулича, натхненний релігійними сюжетами, колись дуже любили в усій Європі, але його спіткала загальна доля творів гуманістичного жанру цих століть: вони канули в небуття.

### Хорватські твори

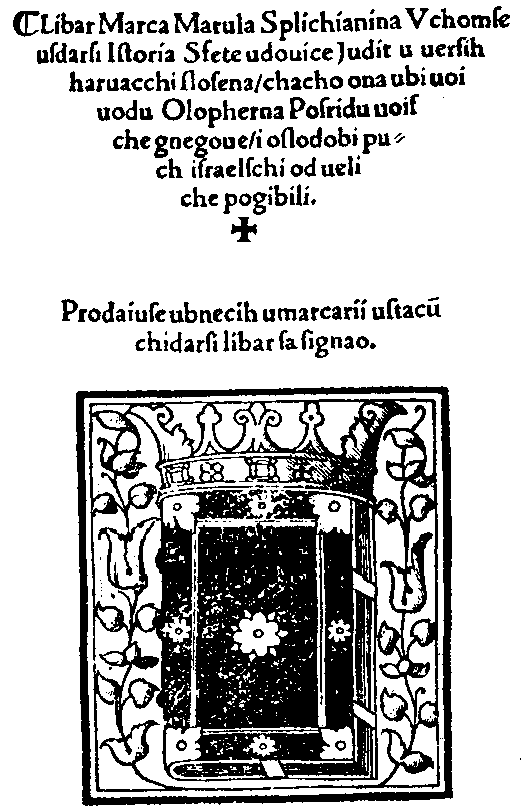
Обкладинка першого видання «Юдіти», Венеція, 1521.

У творах, написаних хорватською, Марулич назавжди сягнув вершини, яка дотепер лишається нездоланою. Його головний хорватомовний твір — епічна поема «Юдіта» (хорв. Libar Marca Marula Splichianina V chomse sdarsi Istoria Sfete udouice Iudit u uersih haruacchi slosena chacho ona ubi uoiuodu Olopherna Posridu uoische gnegoue i oslodobi puch israelschi od ueliche pogibili), створена в 1501 році й опублікована у Венеції в 1521 році, заснована на позаканонічній казковій «Книзі Юдіфі», написана чакавським наріччям, рідним для поета, і описана ним же, як «складена у хорватських віршах» (u versi haruacchi slozhena). 
З-поміж інших творів Марка Марулича хорватською мовою:
- «Сюзана» (Suzana) — біблійна поема в 780 строф про єврейську жінку помилково звинувачену у перелюбі;
- «Карнавал і Постування» (Carnival and Lent), «Сповідь черниці про сім смертних гріхів» (Spovid koludric od sedam smrtnih grihov), «Анка Сатира» (Anka satir) — світська поема, вірші, присвячені його сестрі Бірі (Bira);
- «Тужіння міста Єрусалима» (Tuženje grada Hjerosolima) — антитурецькі ламенти (плачі);
- «Молитва супроти турків» (Molitva suprotiva Turkom) — поема зі 172 подвійно римованих строф на антитурецьку тему, написана між 1493 і 1500 роками. Поема має прихований акростих «Тільки Бог може врятувати нас від страждання од наших ворогів турків» (Solus deus potes nos liberare de tribulatione inimicorum Turcorum sua potentia infinita), відкритий Луко Палєтаком. Вірш, очевидно, мав вплив на «Елегію про спустошення Шибенського поля» (Elegija o pustošenju Šibenskog polja) Юрая Шижгорича та на середньовічну пісню «Спаси, Маріє, твоїх вірних» (Spasi, Marije, tvojih vjernih) з «Тконського альманаху». Цей твір вплинув на «Планіни» (Planine) Петара Зоранича, перший роман хорватською, на «Пісні супроти турків» (Pjesni zuper Turke) словенського класика Приможа Трубара та інші пізніші твори[9].

Однак літературний доробок Марулича ані естетично, ані стилістично не перевершує творів його попередників з Дубровницької республіки, адже фактами лишається те, що лірика Марулича явно поступається ліриці Ганібала Люцича, а його твори за силою драматичної життєздатності — творам Марина Држича; навіть з точки зору хронології, Джоре Држич і Шишко Менчетич писали вірші сучасним для них штокавським діалектом хорватської мови на три десятиліття раніше за Марулича.
Натомість національному піднесенню Марка Марулича посприяв збіг деяких інших фактів: ніхто з його сучасників і попередників не домігся слави за життя; крім того, його глибоко патріотичні католицькі вірші асимілювали, часто поверхово, і наслідували поезію його південних співвітчизників, відтак перетворили їх автора на втілення долі хорватського народу. «Юдіта» Марулича являє собою поему на оборону хорватського народу проти вторгнення Османської імперії, а її автор, таким чином, — це незнищенне осереддя ренесансного хорватського патріотизму, власне «хорватськості» як такої. Саме тому статус Марка Марулича як батька хорватської літератури є непохитним і не викликає сумнівів.

## Приклад поезії
| |  |  |
| «Молитва супроти турків» Марка Марулича в оригіналі хорватською і в перекладі українською Дмитра Павличка, ч.1 (ліворуч) і ч.2 (праворуч), джерело: Ідея світу. Мала антологія хорватської поезії. У перекладах Дмитра Павличка., К.: «Основи», 2008. — С. 16—19 |  |  |